# Winfried Höntsch
Winfried Höntsch (* 9. Juni 1930 in Dresden; † 30. Januar 2022) war ein deutscher Musikwissenschaftler und Intendant.

## Leben
Winfried Höntsch studierte nach dem Abitur Musikwissenschaften an der Humboldt-Universität zu Berlin und der Hochschule für Musik „Hanns Eisler“ Berlin. Ab 1956 arbeitete er in der Musikabteilung im Ministerium für Kultur in Berlin. 1962 wurde er erster Dramaturg am Staatstheater Dresden. 1968 übernahm er die künstlerische Direktion des Kulturpalastes Dresden. Von 1970 bis 1976 arbeitete er in der Sektion für Philosophie und Kulturwissenschaften der Technischen Universität Dresden und wurde ebenda 1975 zum Dr. phil. promoviert. Von 1976 bis 1991 war er Direktor der Dresdner Musikfestspiele.

## Auszeichnungen
- 1975: Hanns-Eisler-Preis

## Schriften (Auswahl)
- hrsg.: Hanns Eisler. Eine Auswahl von Reden und Aufsätzen. 2. Auflage, Reclam, Leipzig 1961.
- Richard-Strauss-Ehrung der Staatstheater Dresden. Aus Anlaß des 100. Geburtstages des Komponisten. 7.-21. Juni 1964. Staatstheater, Dresden 1964.
- mit Ursula Püschel: 300 Jahre Dresdner Staatstheater. Henschel, Berlin 1967.
- hrsg. mit Horst Seeger: Klingendes Dresden. Die Dresdner Musikfestspiele in ihrem ersten Jahrzehnt. Deutscher Verlag für Musik, Leipzig 1988, ISBN 3-370-00261-2.
- Opernmetropole Dresden. Von der Festa Teatrale zum modernen Musikdrama. Ein Beitrag zur Geschichte und zur Ikonographie der Dresdner Opernkultur.  Verlag der Kunst, Huseum 2004, ISBN 3-86530-025-1.